# リホ・ブルーノ・ブラマニス
リホ・ブルーノ・ブラマニス（Riho-Bruno Bramanis、1967年1月1日 - ）は、エストニア出身の元ハンドボール選手、指導者。ハンドボールエストニア代表監督。

## 来歴
1996年から8年間、湧永製薬（ワクナガレオリック）に選手として、一時はコーチ兼任で在籍した。
帰国後、ハンドボールチーム・チョコレートボーイズ（et:Chocolate_Boys）を立ちあげ、プレーイングコーチとしてエストニアリーグで優勝した。
2004年までエストニア代表としてプレー。2005年の欧州男子ハンドボール選手権で代表監督を務めた。

## 詳細情報

### 通算選手成績
| リーグ   | フィールド 得点 | 率   | 7m     | 合計     |
| -------- | --------------- | ---- | ------ | -------- |
| JHL：8年 | 432/935         | .462 | 96/131 | 528/1066 |

### タイトル・表彰

#### 日本ハンドボールリーグ
- 最優秀得点王：1回 (1997年)
- ベストセブン賞：1回 (1997年)
- 得点王：1回 (1997年)
- フィールド得点王：1回 (1997年)